# Église du Faubourg de Paris
L'église du Faubourg de Paris ou église du Faubourg Notre-Dame est une ancienne église située dans le faubourg de Paris à Valenciennes.

## Historique
Le faubourg Notre-Dame est à l'origine rattaché à la paroisse de Saint-Waast, village situé hors de l'enceinte de Valenciennes à l'ouest de la porte d'Anzin. Après la destruction de celle-ci entrainée par les travaux de modernisation de l'enceinte et la construction de la citadelle, le faubourg Notre-Dame n'a plus d'église. Une église est construite en 1736 dans le faubourg à proximité de la porte Notre-Dame le long de la route. En 1754 un clocher est construit.  

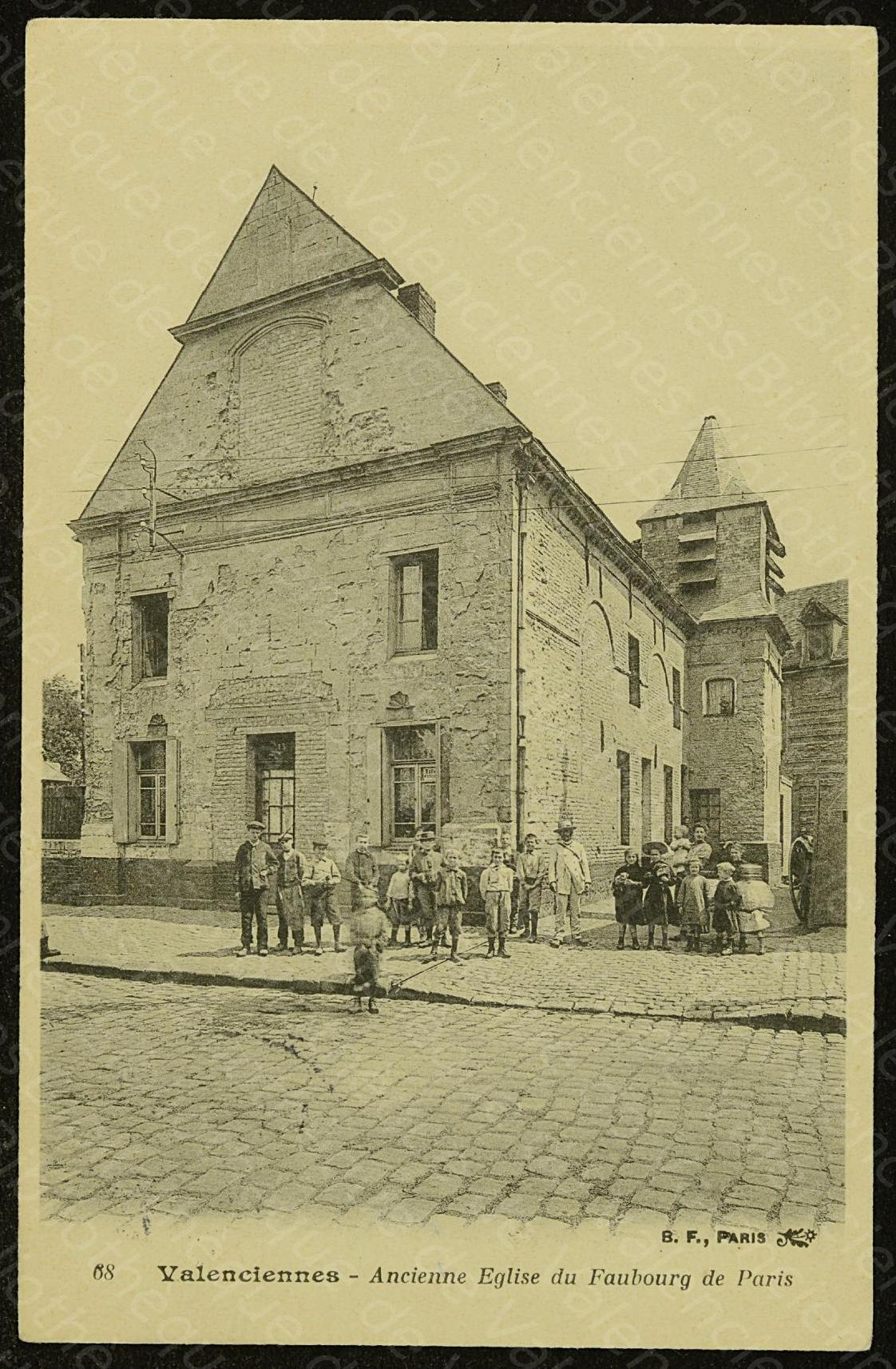
Vue de l'église transformée en habitation au début du XX.

L'église est remplacée en 1879 par une nouvelle dédiée à Notre Dame du Sacré-Cœur construite sur la place du faubourg, le bâtiment de l'ancienne église est alors vendu par la ville vers 1880 et transformé en habitation. La toiture du clocher sera par la suite démolie, le bâtiment existe toujours et continue de servir d'habitation.  